# Jordania en los Juegos Paralímpicos de Sídney 2000
Jordania estuvo representada en los Juegos Paralímpicos de Sídney 2000 por siete deportistas, cinco hombres y dos mujeres.

## Medallistas
El equipo paralímpico jordano obtuvo las siguientes medallas:
| Nombre          | Deporte       | Evento                  |
| --------------- | ------------- | ----------------------- |
| Oro             |               |                         |
| Maha Al-Barguti | Tenis de mesa | Individual 1-2 femenino |
| Plata           |               |                         |
| —               |               |                         |
| Bronce          |               |                         |
| —               |               |                         |